# Zaona biseriatum
Espèce
Synonymes
- Chelifer biseriatum Banks, 1895

Zaona biseriatum est une espèce de pseudoscorpions de la famille des Chernetidae.

## Distribution
Cette espèce est endémique de Floride aux États-Unis. Elle se rencontre vers le lac Poinsett.

## Description
L'holotype mesure 2,2 mm.

## Publication originale
- Banks, 1895 : Notes on the Pseudoscorpionida. Journal of the New York Entomological Society, vol. 3, p. 1-13 (texte intégral).